# Uta (Szardínia)
Uta település Olaszországban, Szardínia régióban, Cagliari megyében. Lakosainak száma 8796 fő (2023. január 1.). Uta Decimomannu, Assemini, Capoterra, Siliqua és Villaspeciosa községekkel határos.

## Népesség
A település lakossága az elmúlt években az alábbi módon változott:
| Lakosok száma | 8617 | 8696 | 8796 |
|               | 2017 | 2018 | 2023 |